# Calle King–Old Town (Metro de Washington)
Calle King-Old Town es una estación elevada en la línea Amarilla y la línea Azul del Metro de Washington, administrada por la Autoridad de Tránsito del Área Metropolitana de Washington. La estación se encuentra localizada la Calle King en Alexandria en Virginia.

## Conexiones
WMATA Metrobus
DASH

la Alexandria Union Station está a través de esta estación; se puede hacer transferencia al VRE y Amtrak.

### Lugares de interés
- George Washington Masonic National Memorial
- Oficina de Patentes y Marcas de Estados Unidos (PTO)
- Universidad Regent, campus Alexandria